# Верхне-Хавская волость
Верхнее-Хавская волость — историческая административно-территориальная единица Воронежского уезда Воронежской губернии Российской Империи. Волостной центр — село Верхняя Хава. Ныне территория Верхнехавского района Воронежской области России.

## История
В 1915 году волостным урядником был Степан Тертишников, старшиной был Григорий Федорович Кресніков, волостным писарем — Иван Васильевич Строков.

## Состав
По состоянию на 1880 год состояла из 27 поселений, 22 сельских общин, на 1900 год — 62 населенных пункта.
Поселения волости на 1880 год:
- Верхняя Хава — бывшее государственное село при реке Хава в 60 верстах от уездного города, 3684 лица, 456 дворов, православная церковь, школа, 6 лавок, трехдневный ежегодный ярмарка. За 7 верст — православная церковь, лавка.
- Андреевка Вторая — бывшее государственное сельцо при реке Хава, 243 лица, 25 дворов, лавка.
- Богословское (Раевка) — бывшее собственническое село, 492 лица, 72 двора, православная церковь.
- Большая Приваловка — бывшее государственное село, 1974 лица, 290 дворов, православная церковь, 6 лавок, 3 постоялых двора.
- Перовка — бывшие государственные выселки при реке Хава, 365 человек, 48 дворов, православная церковь.
- Криловка — бывшее государственное село при реке Хава, 345 человек, 52 двора, православная церковь, школа, лавка.

На 1900 год
- 1. село Верхняя Хава — 733 дв. 4963 чел.
- 2. сельцо Дмитро-Покровское — 56 дв. 381 чел.
- 3. сельцо Михайловка — 7 дв. 63 чел.
- 4. сельцо 1-я Семёновка — 273 дв. 556 чел.
- 5. х. 2-я Семёновка — 3 дв. 18 чел.
- 6. сельцо 2-я Семёновка — 39 дв. 324 чел.
- 7. сельцо Грязнушка — 5 дв. 44 чел.
- 8. сельцо Безгинка — 20 дв. 142 чел.
- 9. сельцо Михайловка — 39 дв. 281 чел.
- 10. сельцо Марьино — 72 дв. 456 чел.
- 11. сельцо 1-я Андреевка — 31 дв. 177 чел.
- 12. сельцо 2-я Андреевка — 45 дв. 270 чел.
- 13. село Большая Приваловка — 402 дв. 2 784 чел.
- 14. сельцо Абрамовка — 47 дв. 300 чел.
- 15. сельцо Георгиевское — 74 дв. 524 чел.
- 16. село Перовка — 66 дв. 450 чел.
- 17. сельцо Емельяновка — 46 дв. 237 чел.
- 18. сельцо Анино — 69 дв. 399 чел.
- 19. сельцо Грушино — 60 дв. 377 чел.
- 20. сельцо Таловое — 47 дв. 317 чел.
- 21. сельцо Тонкое — 39 дв. 230 чел.
- 22. сельцо Никольское — 53 дв. 250 чел.
- 23. село Сухие Гаи — 69 дв. 393 чел.
- 24. село Богословское — 104 дв. 559 чел.
- 25. хутор Приваловский — 2 дв. 11 чел.

## Население
На 1880 год население — 12 205 человек (6091 мужского пола и 6114 — женской), на 1900 год — 14 506 человек (7119 мужского пола и 7387 — женского).

## Инфраструктура
Основа экономики — сельское хозяйство.
На 1880 год — 1560 дворовых хозяйств, на 1900 год — 87 зданий и учреждений, 2215 дворовых хозяйств.
|                       | Площадь, десятин | В том числе пахотной, дес. |
| --------------------- | ---------------- | -------------------------- |
| Сельских общин        | 15302            | 12456                      |
| Частной собственности | 15458            | 11831                      |
| Другой собственности  | 210              | 174                        |
| В общем               | 30970            | 24461                      |